# Cuvierichelys crassa
Emys crassus, Ocadia crassa
Espèce
Synonymes
- Emys crassus Owen, 1849
- Ocadia crassa Owen, 1849

Cuvierichelys crassa est une espèce éteinte de tortues de la super-famille des Testudinoidea.

## Publication
L'espèce a été publiée en 1849 par le zoologiste et paléontologue britannique Richard Owen (1804-1892).

## Synonymes
Les synonymes s'établissent à :
- Emys crassus Owen, 1849
- Ocadia crassa Owen, 1849